# 新垣宏一
新垣宏一（1913年1月30日—2002年6月30日），「灣生」，是臺灣日治時代高雄市出身的作家。

## 生平

### 出生與求學時期
1913年1月30日，新垣宏一出生於台灣高雄，是一位灣生。雖然是灣生，但新垣宏一自陳，由於高雄是由日本人開發出來的貿易商港城市，因此生活中，除了少部分擔任勞動階級的台灣人，所遇到的皆是日本人。而後，新垣宏一進入高雄第一小學校（現　鼓山國小）就讀，在學期間，以〈高雄の港の美しさ〉一文投稿《台灣子供世界》獲得了金賞。是新垣宏一目前可見第一部作品。從第一小學校畢業後，進入高雄中學校（現　高雄中學）。受到西條八十主宰的詩誌《蠟人形》影響，新垣宏一與同學創刊詩誌《マロニエ》，同人有高木昌壽、楠瀨尚、渡邊功、岩井義雄等。並且將作品投稿至《台南新報》，此時期的新垣宏一使用兩個筆名，為「新垣光一」和「源氏車」。
1931年，新垣宏一進入臺北高等學校文科甲類就讀，在臺北高等學校就讀期間，加入了文藝部，認識了學長黃得時、濱田隼雄、中村地平等人。並在黃得時的影響下進行短篇小說創作。1934年，新垣宏一進入臺北帝國大學（現　台灣大學）文政學部就讀，指導教授為井原西鶴研究專家瀧田貞治。在就學期間，新垣宏一為了與西川滿成了的「台灣愛書會」互相抗衡，遂與新田淳、中村忠行、秋月豐文、服部正義、岩壺卓夫等人創辦《臺大文學》。其中不僅刊載學生的創作，也有教授的論文與譯作刊登其中。1937年，新垣宏一自臺北帝國大學畢業。

### 台灣任教時期與文藝創作
自臺北帝國大學畢業的新垣宏一，進入臺南第二高等女學校任教。此時期的新垣宏一投入「臺南研究」之中。開始刊載相關作品，如於1938年《台灣日報》上連載的〈台灣文學艸錄〉，便有一回為〈佐藤春夫のこと　四、「女誡扇綺譚」〉。另有〈安平夜話〉（《台灣時報》238號，1939年10月）、〈台南の石龜〉（《台灣風土記》卷之四，1940年4月8日）、〈「女誡扇綺譚」と台南の町〉（《台灣日報》1940年4月27日、28日、5月1日、3日、5日、7日）等相關作品。1940年，新垣宏一加入西川滿為首的「台灣詩人協會」，並成為《華麗島》、《文藝台灣》同人。隔年（1941年），新垣宏一轉任臺北第一高等女學校。此時期新垣宏一的作品，大部分都是於《文藝台灣》中發表。1943年新垣宏一與長崎浩分別以小說和詩，獲得了「第二回文藝台灣賞」。
1945年日本戰敗，新垣宏一作為留用日僑，任教於台北的和平中學。後因為爆發二二八事件，事件後不久，新垣宏一便被遣返回日本，同船上有前臺北帝國大學教授矢野峰人和森於菟、池田敏雄和黃鳳姿，以及前臺灣總督府圖書館館長山中樵。

### 戰後德島時期
受到遣返的新垣宏一，1947年進入徳島縣立撫養高等女學校任教，之後便一直於德島縣從事教育工作，歷任徳島縣教育研究所所長、穴吹高校校長等。自高中退休後，任德島大學講師、四國女子大學教授。主要的研究對象為夏目漱石。1983年獲日本天皇頒授勳四等瑞寶章。
1999年11月，張良澤赴德島拜訪新垣宏一，促成了新垣宏一撰寫自傳《華麗島歲月》的契機。而後《華麗島歲月》先連載於《淡水牛津文藝》。2002年7月4日，新垣宏一辭世，享壽89歲。同年8月，《華麗島歲月》由台灣前衛出版社出版。

## 作品目錄與年表
- 戴嘉玲編，〈新垣宏一先生年譜初稿〉，《華麗島歲月》（台北：前衛出版，2002年8月），頁145-158。
- 大東和重，〈新垣宏一と本島人の台南 : 台湾の二世として台南で文学と向き合う〉，《台南文学: 日本統治期台湾・台南の日本人作家群像》（兵庫：関西学院大学出版会，2015年3月），頁330-337。（收錄戰前「詩」、「隨筆．考證」、「小說」三大類作品目錄）。
- 石川隆男，〈附錄　年譜〉，〈戰時下在台二世代日本作家之身分認同 ―新垣宏一的〈流散〉―〉（台北：輔仁大學／跨文化研究所比較文學與跨文化研究博士學位論文，2020年），頁316-322。（以戴嘉玲編〈新垣宏一先生年譜初稿〉為本，翻譯為日文並增添而成）

## 著作
- 《華麗島歲月》（張良澤、戴嘉玲譯）（台北：前衛出版，2002年8月）。
- 《モラエスのとくしま散歩 : モラエス文学の背景》（以「新開宏樹」名義）（德島：カラムス出版，1975年7月）。
- 《行動的思考学習》（東京：明治図書出版，1961年3月）。
- 《国語教師》（東京：光風出版，1954年7月）。
- 《明治年間修身教育制度史資料》（德島：個人出版，1953年5月）。

## 相關研究

### 台灣研究
- 石川隆男，〈戰時下在台二世代日本作家之身分認同 ―新垣宏一的〈流散〉―〉（台北：輔仁大學／跨文化研究所比較文學與跨文化研究博士學位論文，2020年）。
- 林慧君，〈新垣宏一小說中的台灣人形象〉，《臺灣文學學報》16期（2010年6月），頁85-111。
- 陳欣瑋，〈日本統治時期在台日籍作家之研究─以新垣宏一為中心─〉（台北：輔仁大學日本語文學系碩士學位論文，2004年）。

### 日本研究
- 林姵君，〈台湾の日本統治時代における芥川文学受容について : 新垣宏一に即して〉，《芥川龍之介研究》12期（2018年），頁108-114。
- 和泉司，〈在台2世の描く「台湾」と「台湾人」 : 新垣宏一「城門」を中心に〉，《跨境：日本語文学研究》創刊號（2014年），頁171-188。
- 大東和重，〈新垣宏一と本島人の台南 : 台湾の二世として台南で文学と向き合う〉，《外国語外国文化研究》16期（2013年），頁121-152。
- 和泉司，〈新垣宏一「砂塵」論：「異文化を見る」という視点〉，《三田國文》38期（2003年12月），頁30-46。

## 外部連結
- 新垣宏一對臺南竈君公傳說的研究
- 國立臺灣文學館文學知識平臺>小事典>12月，臺灣總督府情報課動員日臺作家，成果編輯為《決戰臺灣小說集》「乾坤」兩卷出版[永久]